# Vemasse (Verwaltungsamt)
| \| \| |
|       |

|  |

Vemasse (Vemassi, Vemase, Vermasse, Vemassey, Vemace) ist ein osttimoresisches Verwaltungsamt (portugiesisch Posto Administrativo) in der Gemeinde Baucau. Verwaltungssitz ist Vemasse. Der Name „Vemasse“ leitet sich von „Wemasi“ ab, dem Galoli-Wort für „salziges Wasser“. Ein alter Name für die Region ist Ade.

## Geographie

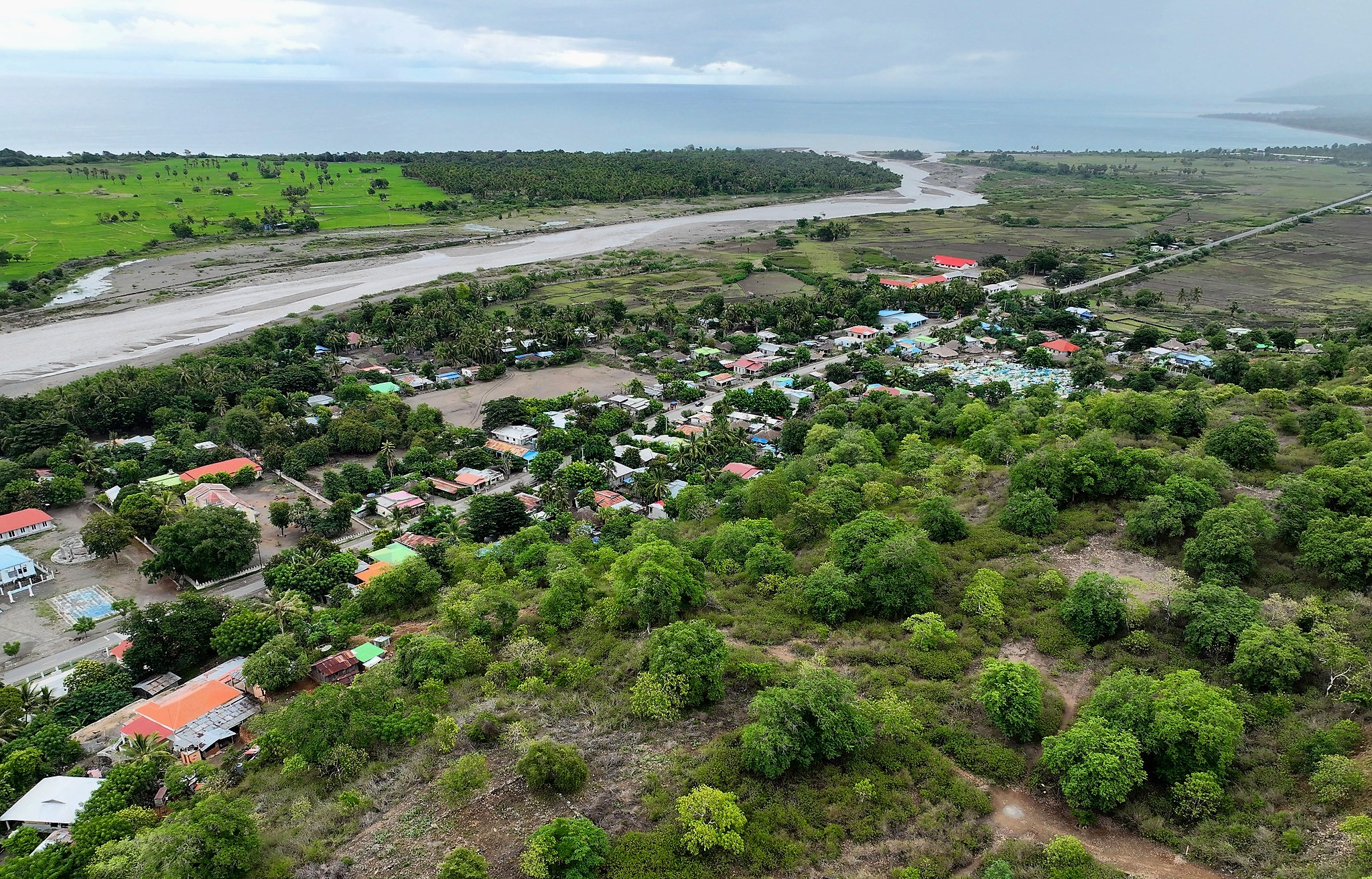
Mündung des Flusses Vemasse beim gleichnamigen Ort

Bis 2014 wurden die Verwaltungsämter noch als Subdistrikte bezeichnet.
Das Verwaltungsamt Vemasse nimmt den Westen der Gemeinde Baucau ein. Im Osten grenzt es an die Verwaltungsämter Baucau und Venilale, im Süden an die Gemeinde Viqueque mit den Verwaltungsämtern Lacluta, Viqueque und Ossu und im Westen an die Gemeinde Manatuto mit dem Verwaltungsamt Laleia. Im Osten fließt der Manuleiden, im Westen und Süden der Fluss Vemasse und seine Nebenflüsse und im Südwesten fließen Mori und Bina, Nebenflüsse des Laleia. Vemasse hat eine Fläche von 358,47 km² und teilt sich in die sieben Sucos: Caicua, Loilubo, Ossouala (Ossoala), Ostico, Uaigae, Uato-Lari (Uatu-Lari) und Vemasse. Der Hauptort Vemasse befindet sich im Nordwesten des Verwaltungsamtes, am gleichnamigen Fluss.
Teile von Vemasse gehören zur Important Bird Area Monte Mundo Perdido, mit einer Reihe seltener Vogelarten, aber auch anderer Tiere und seltener Orchideen.

Klimadaten
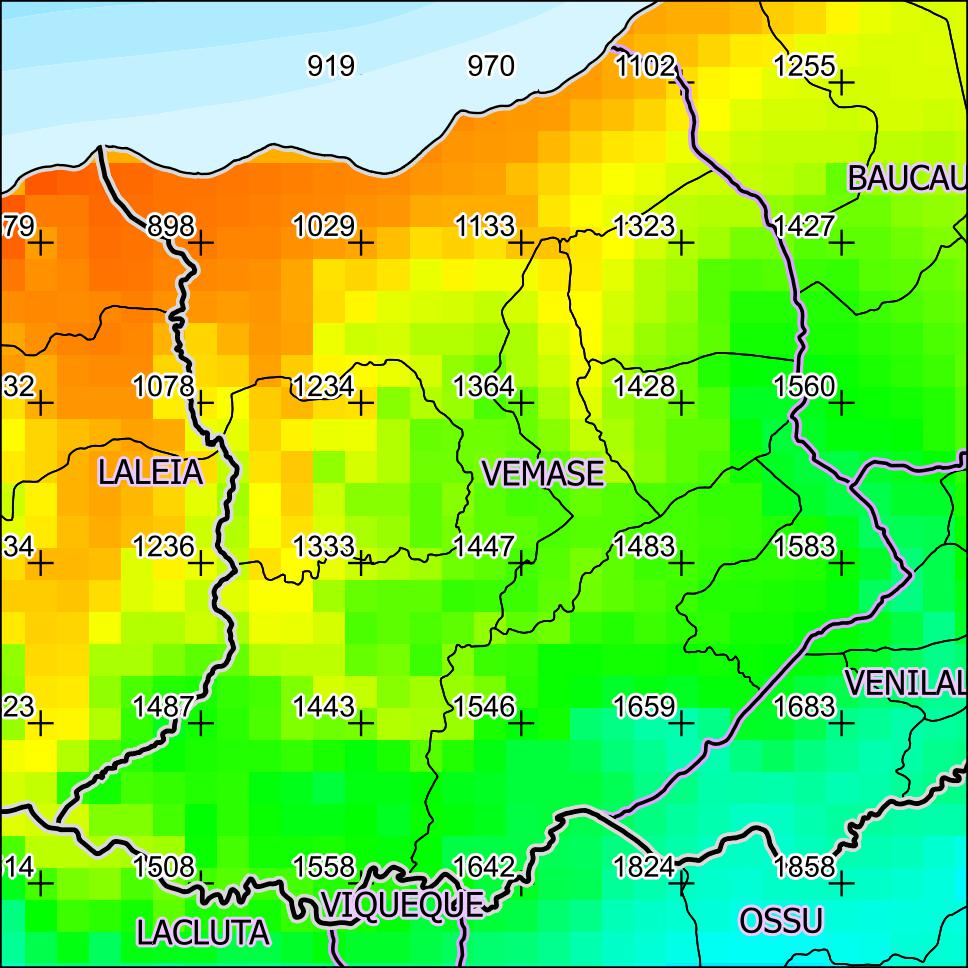
Jährliche Niederschlagsmenge (2000)
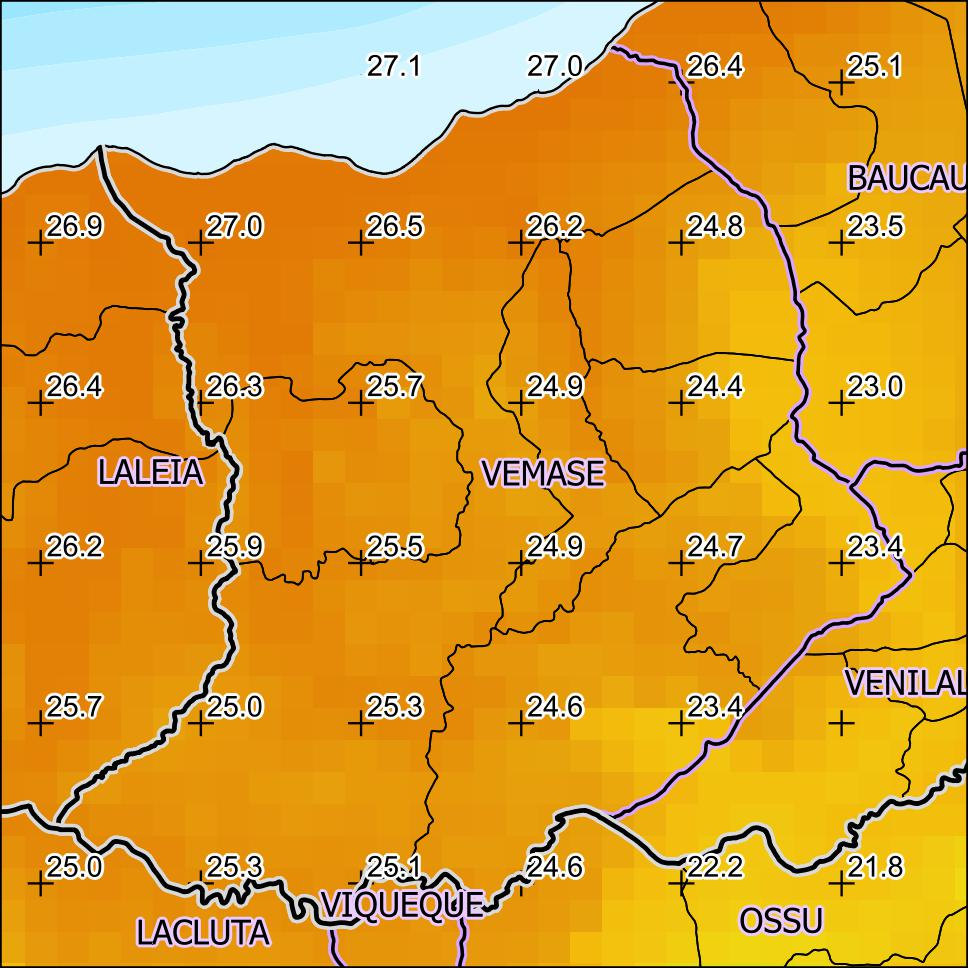
Jahresdurchschnitts-temperatur (2000)
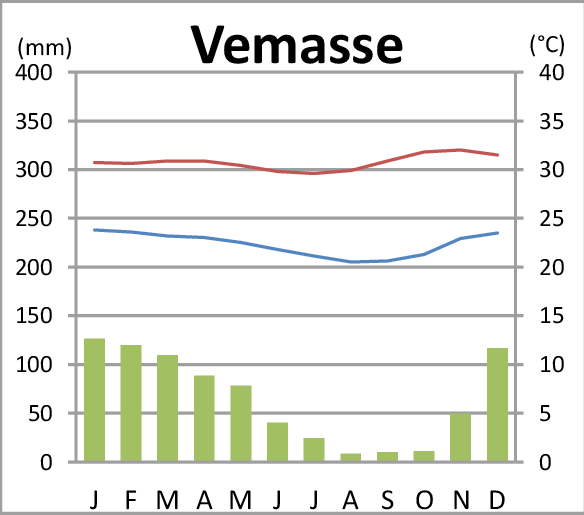
Klimadiagramm

## Einwohner

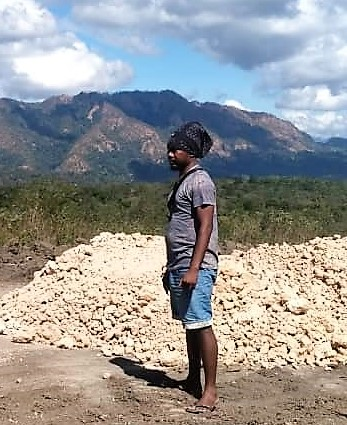
Straßenarbeiter in Ossouala

Im Verwaltungsamt leben 11.206 Menschen (2022), davon sind 5.727 Männer und 5.479 Frauen. In Vemasse gibt es 1.955 Haushalte. Die größte Sprachgruppe bilden die Sprecher des Waimaha. Außerdem werden hier Galoli, Kairui, Midiki und Tetum Prasa gesprochen. Erst im 19. Jahrhundert wurden die Makasae, die in weiten Teilen der Gemeinde Baucau die Mehrheit bilden, hier durch Galoli-Sprecher verdrängt.
Der Altersdurchschnitt beträgt 18,4 Jahre (2010, 2004: 18,3 Jahre).

## Geschichte

### Das Reich von Vemasse

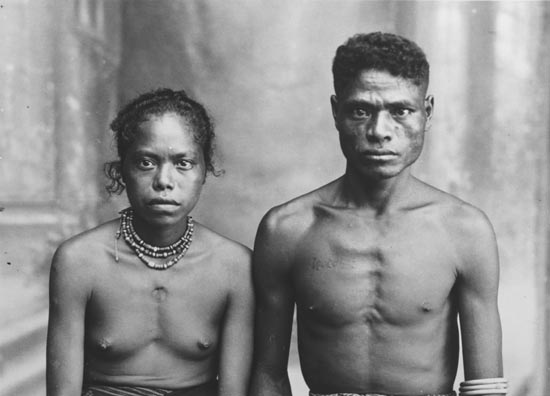
„Makasae-Sprecher“ aus Vemasse im Álbum Fontoura (vor 1940)

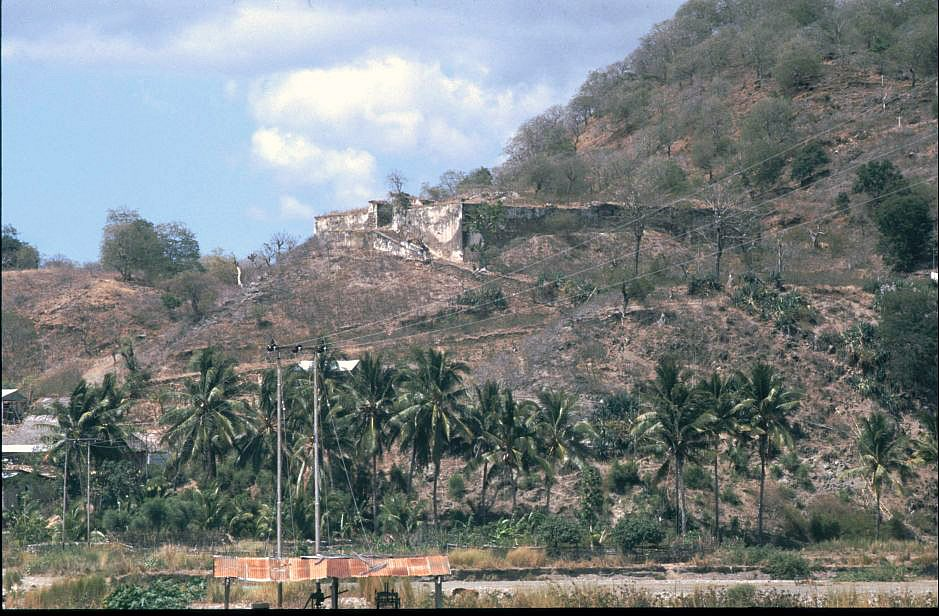
Kolonialfestung in Vemasse

Ein Großteil der Gemeinde Baucau war früher Teil des Reichs von Vemasse oder stand unter dessen Einfluss. Früher hieß das Reich Ade. Es war lange Zeit dem Reich von Luca tributpflichtig, konnte sich aber in der zweiten Hälfte des 17. Jahrhunderts lossagen. Man wandte sich Händlern aus Makassar zu und setzte 1668 sogar die niederländische Flagge, doch eine Flotte der Topasse beendete schnell das Bündnis und führte Ade wieder zurück in die portugiesische Oberhoheit. Militärische Hilfe konnte Ade von der Niederländischen Ostindien-Kompanie nicht erwarten. In niederländischen Berichten wurde das Kleinreich als dünn besiedelt beschrieben. Die Niederländer hätten nur mit großem Aufwand eine Festung errichten und eine Garnison erhalten können. Der Handel mit Sklaven oder Bienenwachs würde nach den Berichten die Kosten nicht ausgleichen. Das Verlustgeschäft war für die niederländischen Kaufleute nicht interessant, sodass man das Gebiet den Portugiesen überließ. Die Königin von Ade floh mit ihren Untertanen in die Berge und blieb versteckt, um die portugiesische Oberhoheit nicht anerkennen zu müssen.
Im September 1731 rebellierte das Reich von Varella gegen die Portugiesen. Vemasse unterstützte die Rebellen. Ein Friedensvertrag wurde am 16. März 1732 geschlossen. 1752 existierte bereits eine katholische Kirche in Vemasse.
Eine Flotte der Topasse beendete dieses Bündnis und eroberte im 18. Jahrhundert Ade, wodurch es wieder zum portugiesischen Herrschaftsgebiet gehörte. Die Topasse stellten nun die Herrscherfamilie von Ade. Sie gründeten den Ort Vemasse, in der Erwartung die Portugiesen würden hier ihre neue koloniale Hauptstadt auf Timor gründen, nachdem sie 1769 aus Lifau vertrieben worden waren. Im selben Jahre wurde dann aber Dili zum neuen Sitz des Gouverneurs ausgebaut. Dom Felipe de Freitas Soares, der Herrscher von Vemasse war einer von 42 Liurais, die kurz darauf in Dili Portugal ihre Treue schworen.

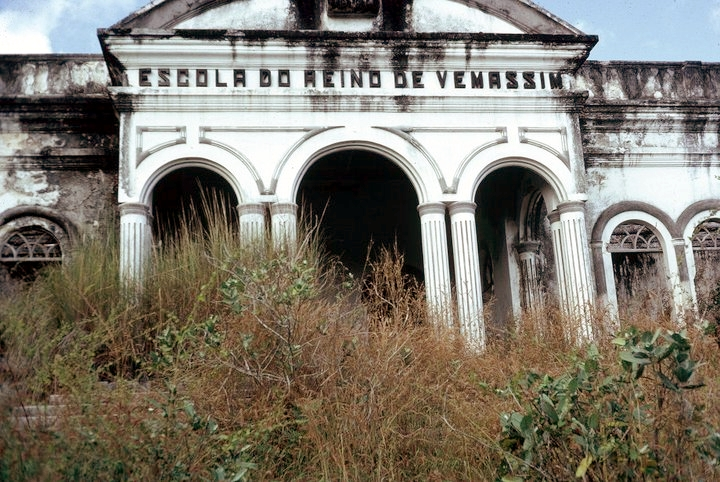
Die Escola do Reino de Vemassim aus den Jahren um 1930 (1970). Sie war im Zweiten Weltkrieg stark beschädigt worden.

1803 wurde Dom Felipe de Freitas, der uneheliche Sohn des Liurais, von Gouverneur João Vicente Soares da Veiga (1803 bis 1807) als erster Timorese nach Goa verbannt, nachdem er eine Rebellion gegen die Portugiesen geführt hatte. Bisher war diese Strafe nicht üblich gewesen.
1859 führte Dom Domingos de Freitas Soares eine kleinere Revolte gegen die Portugiesen, die aber schnell niedergeschlagen wurde. Dom Domingos wurde noch im selben Jahr ins Exil nach Lissabon geschickt. Im Frühjahr 1861 unterstützte Vemasse die Kolonialmacht mit Kämpfern gegen den Aufstand in Laclo. 1862 wurde Dom Domingos wieder Herrscher von Vemasse. Er rebellierte im August 1867 erneut gegen die Portugiesen und belagerte Lalcia. Gouverneur Texeira da Silva beendete die Belagerung und schlug den Aufstand mit Hilfe verbündeter Liurais nieder. Dom Domingos wurde durch seinen Stellvertreter, dem Dato-hei (Fürst)  ersetzt, der einen Bündnisschwur ablegte und friedliche Beziehungen zu den Nachbarn versprach.
1871 wurde Dom Domingos zum dritten Mal Herrscher von Vemasse. Als der Krieg von Laleia (1878–1880) gegen den Liurai Manuel dos Remédios ausbrach, forderte Gouverneur Hugo Goodair de Lacerda Castelo Branco Dom Domingos auf, er solle für Dom João Ximenes, Liurai von Cairui und Pedro de Gusmão da Costa, Adliger aus Laleia, nach Dili Geleitschutz stellen. Die beiden hatten sich gegen Remédios gestellt. Doch als die Gruppe einen Fluss überquerte, griff sie eine große Anzahl von Kriegern an. Dom Domingos und seine Krieger verschwanden sofort und der kleinen portugiesischen Truppe drohte durch die Übermacht nun die Vernichtung. Nachdem die Angreifer aber Pedro de Gusmão da Costa und João Ximenes getötet hatten, zogen sie sich sofort wieder zurück.
Noch im selben Jahr wurde Manuel da Costa Freitas neuer Herrscher von Vemasse, der die Portugiesen gegen Laleia militärisch unterstützte. Es kam auch in Vemasse zu Gefechten. 1879 wurde der Galoli sprechende Topasse Dom Domingos da Costa Freitas (auch Gali Kai genannt), Dato-hei von Letemumo, von den Portugiesen zum Liurai-hei von Vemasse gemacht. Zuvor dominierten das Reich die Makasae. Der Krieg von Laleia endete 1880. 1882 kam erneut es zu Kämpfen zwischen Vemasse und Laleia, wofür der Kommandant der Militärkommandantur verantwortlich gemacht wurde. 1888 unterstützte Vemasse die Portugiesen beim Feldzug gegen Faturó und Sarau.
Dom Francisco da Costa Freitas, Sohn von Domingos da Costa Freitas, wurde 1896 Herrscher von Vemasse. 1899 wurde Francisco von den Portugiesen zum Liurai von Baucau ernannt. Sein Schwiegersohn Tomás da Costa Soares übernahm stattdessen die Herrschaft in Vemasse und als Francisco 1922 starb, herrschte Tomás bis zu seinem Tod 1929 über Vemasse und Baucau.
Enge Beziehungen herrschten mit der von den Niederlanden dominierten Insel Kisar. Regelmäßig besuchte man sich, Handel mit Gold und Wasserbüffel wurde getrieben und der Raja von Vonreli auf Kisar zahlte einen Tribut an den Liurai von Vemasse. Erst Ende des 19. Jahrhunderts unterband der portugiesische Gouverneur Timors José Celestino da Silva (1894 bis 1908) jeden Kontakt, da sich der Raja weigerte vom Protestantismus zum katholischen Glauben überzutreten. Doch bereits 15 Jahre später wurden die Kontakte erneuert, als der Raja von Kisar mit einer Flotte von 20 kleinen Schiffen am Strand von Baucau anlegte.
Herrscher von Vemasse
- Sili Saba (?–1668)
- Ama Sike and Ama Kap (1677)
- Dom Tomás de Trenos (1703–1720)
- Dom Cosme de Freitas (1726)
- Dom Tomás de Freitas (etwa 1769)
- Dom Duarte de Castro (1786)

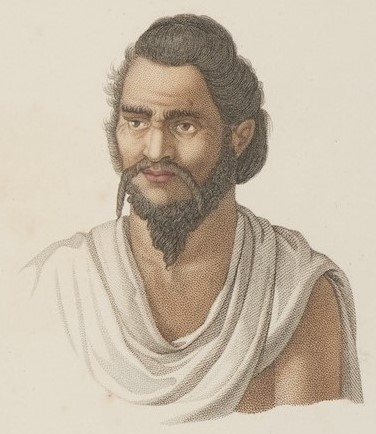
„Tirilolo, Hauptmann von Viqueque“ (Bild von J. Alphonse Pellion, 1820)

- Dom Felipe de Freitas (?–etwa 1807)
- Dona Simõa Maria dos Santos Pinto (1815)
- Dom Sebastião da Costa Freitas (1854)
- Dom Domingos de Freitas Soares (?–1859, 1862 bis 1867, vor 1871–1878)
- Dom Manuel da Costa Freitas (1878–1879)
- Dom Domingos da Costa Freitas (Gali Kai) (1879–1888)
- Dom Francisco da Costa Freitas (1896) (Sohn, ab 1899 Liurai von Baucau, † 1922)
- Dom Tomás da Costa Soares (1899–1928) (Schwiegersohn, † 1929)
- Dom Domingos da Costa Freitas (1928 bis nach 1964) (Sohn von Francisco da Costa Freitas)
- Dom Cosme Francisco da Costa Freitas (Sohn)

### Nach der Kolonialzeit

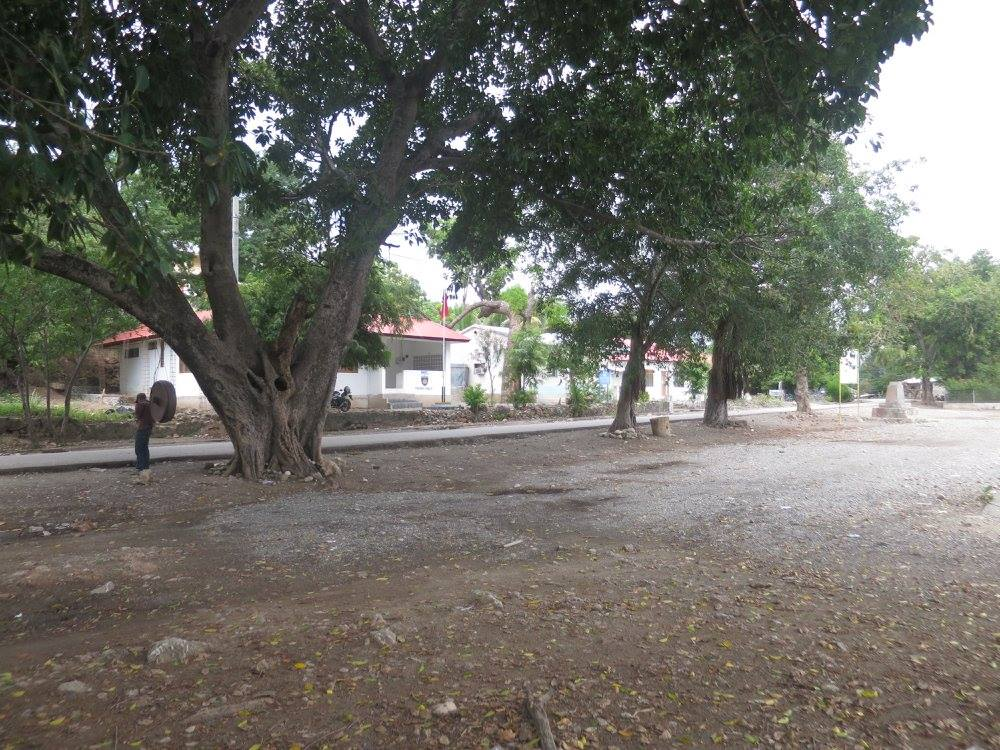
Der Platz vor der Kirche in Vemasse

Nachdem Gerüchte aufkamen, dass die indonesischen Invasoren am 11. Dezember 1975 zehn Zivilisten in Karabela ermordet hätten, floh die Bevölkerung aus Vemasse zunächst zum Berg Lame, am Südrand des Ortes, wo man einfache Baracken errichtete. Dort schlossen sich ihnen Einwohner von Karabela und Bucoli an. Die Bevölkerung konnte zu ihren Ackerflächen zur Ernte zurückkehren, da die Indonesier keine Besatzungstruppen in Vemasse zurückgelassen hatten. So konnten sich die Flüchtlinge mit genügend Nahrungsmittel versorgen, doch in der Mitte vom März 1976 griffen die Indonesier das Flüchtlingslager mit Panzerfäusten und Mörsern an und zerstörten sowohl die Hütten, als auch das Nahrungsmittellager. Die Einwohner flohen entlang des Rio Vemasse acht Kilometer weiter nach Süden, nach Uaigae, wo sie wieder Gärten zur Selbstversorgung anlegten. Doch als die Kämpfe näher kamen, mussten sie erneut fliehen, bis sie schließlich in Uai-Mori (heute Suco Bibileo, 20 km südlich von Vemasse), im Schutz der FRETILIN, erneut Zuflucht fanden. Hier entstand eine base de apoio, eine Widerstandsbasis. Zusammen mit Flüchtlingen aus Dili, Viqueque und anderen Landesteilen lebten sie zwei Jahre hier. Mit der Zeit kam es immer mehr zur Nahrungsmittelknappheit, da immer mehr Menschen eintrafen. 1978 wurde auch Uai-Mori von indonesischen Streitkräften angegriffen. Die meisten Einwohner flohen, einige wurden von den Indonesiern gefangen genommen und in das Sammellager von Bucoli gebracht.
In Lobito, im Suco Vemasse, wurde der osttimoresische Freiheitskämpfer Aquiles Freitas Soares und einige seiner Anhänger von der FRETILIN hingerichtet. Hier befand sich eine Widerstandsbasis (bases de apoio). 1978 wurden 120 FALINTIL-Kämpfer, die der Umzingelung in Natarbora entkommen waren, in Ossouala von den Indonesiern gefangen genommen. Am 23. September 1983 verschwanden zehn Einwohner, die von der pro-indonesischen Miliz Team Lorico und Hansip verschleppt wurden. Sie standen im Verdacht, den FALINTIL-Anführer Xanana Gusmão getroffen zu haben.
In den Orten Vemasse, Ostico und Loilubo gab es Ende 1979  indonesische Lager für Osttimoresen (Transit Camps), die zur besseren Kontrolle von den Besatzern umgesiedelt werden sollten.
In fünf Sucos von Vemasse kam es 2014 nach der Ernte zu Versorgungsengpässen mit Nahrungsmitteln, weswegen die Suco-Chefs und der Administrator des Subdistrikts um humanitäre Hilfe baten. Handelsminister António da Conceição vereinbarte mit einem Händler die Lieferung von Reis, der zu einem niedrigen Preis an die dortige Bevölkerung verkauft werden sollte. Für eine kostenlose Verteilung fehlten die nötgien Daten über die Hilfsbedürftigen. Zwar hatte die Regierung den Kaufpreis für den Reis auf einem Konto hinterlegt, laut Conceição verkaufte der Administrator aber den Reis zu einem höheren Preis, als vereinbart. Der Administrator wurde daraufhin verhaftet. Conceição wird eine Beteiligung an den Geschäften vorgeworfen, weswegen er sich einer Verhandlung vor dem Distriktsgericht von Baucau stellen will.
Im November 2005 starben zwei osttimoresische Polizisten durch eine Bombe, die in Vemasse auf ihr Fahrzeug geworfen wurde.

## Politik

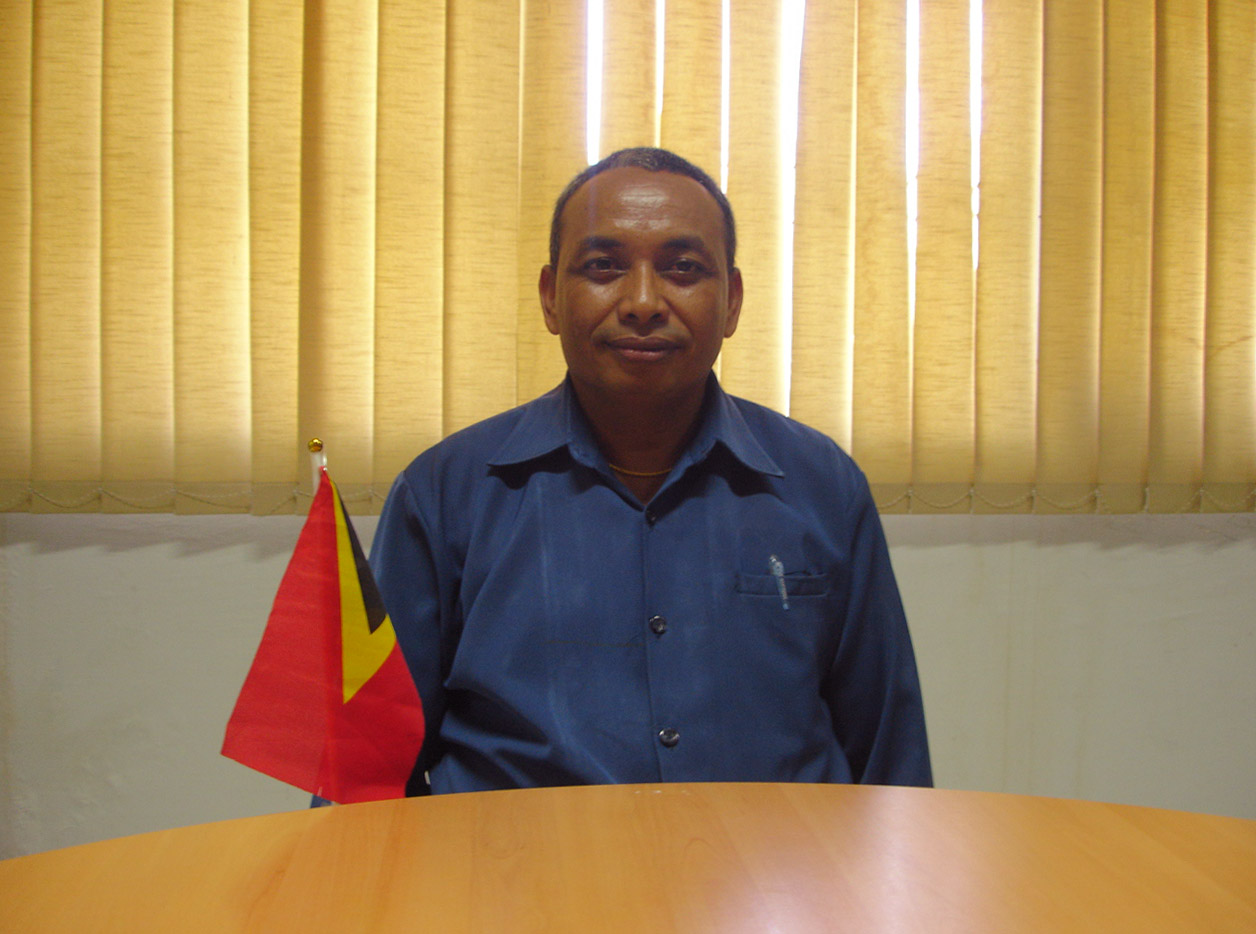
Administrator Tomás Freitas (2013)

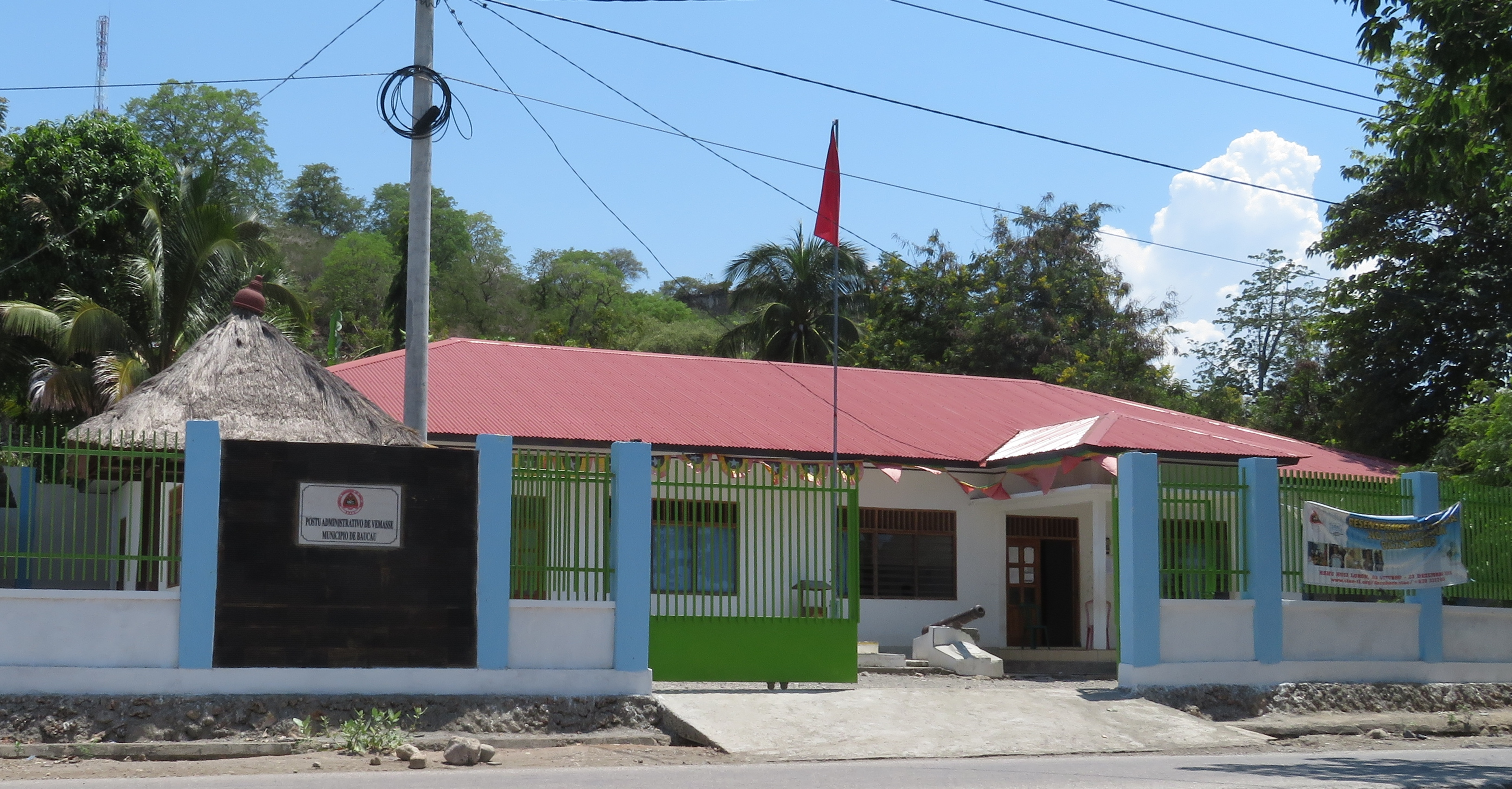
Sitz des Verwaltungsamts in Vemasse

Der Administrator des Verwaltungsamts wird von der Zentralregierung in Dili ernannt. 2013 war dies Tomás Freitas, 2015 Sebastião Filomeno de A. Correia und 2023 Pedro da Costa Freitas.

## Wirtschaft

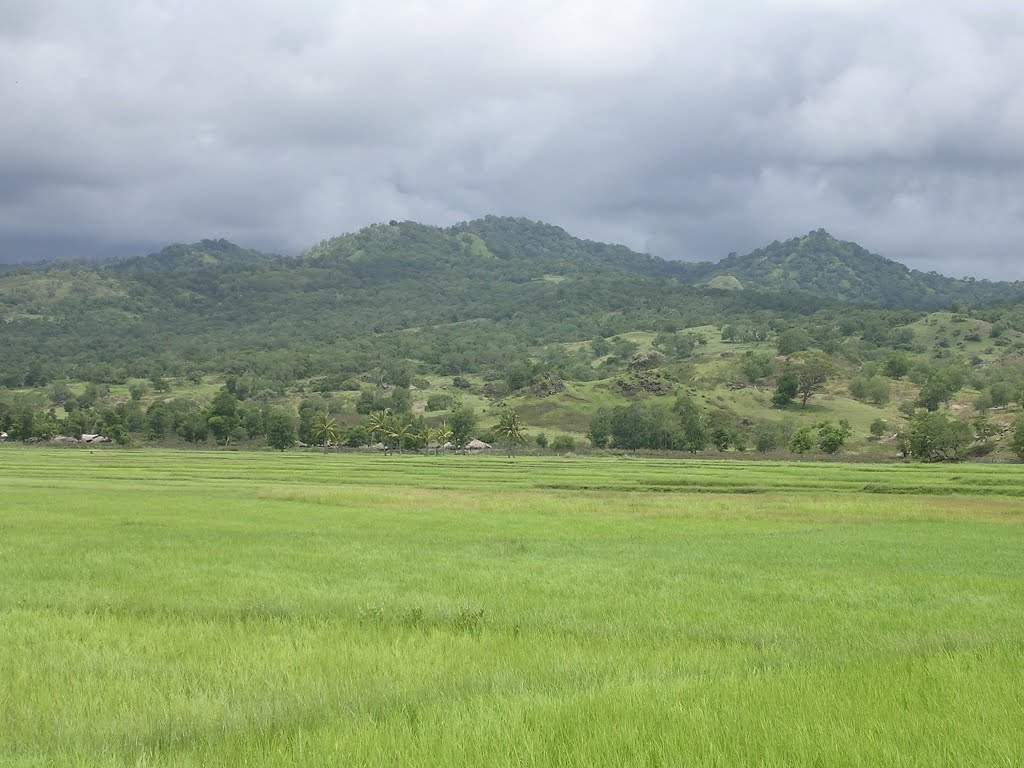
Reisfelder beim Ort Oralan (Suco Vermasse) kurz vor der Ernte in der Regenzeit

53 % der Haushalte bauen Reis an, 47 % Kokosnüsse, 48 % Mais, 37 % Maniok, 19 % Kaffee und 28 % Gemüse. Im Verwaltungsamt finden sich große Mengen von Mangan. Außerdem gibt es Gold, Silber und Kupfer.

## Persönlichkeiten
Im Dorf Wailakama, nahe dem Ort Vemasse wurde Carlos Filipe Ximenes Belo, Friedensnobelpreisträger und ehemaliger Bischof von Dili geboren.

## Partnerschaft
Seit Mai 2009 verbindet das Verwaltungsamt Vemasse eine Partnerschaft mit dem australischen Monash City.